# Phare de San Vito Lo Capo
Le phare de San Vito Lo Capo (en italien : Faro di San Vito Lo Capo) est un phare situé à la fin du promontoire du même nom dans la commune de San Vito Lo Capo en mer Tyrrhénienne, dans la province de Trapani (Sicile), en Italie.

## Histoire
Le phare a été construit en 1859 sous la période de la maison de Bourbon du royaume des Deux-Siciles. Il marque l'extrémité nord-ouest de la Sicile, entre le golfe de Macari et celui de Castellammare.
Le phare est entièrement automatisé. Il est géré par la Marina Militare.

## Description
Le phare  se compose d'une tour cylindrique en béton de 38 m de haut, avec galerie et lanterne, sur une maison de gardiens d'un étage. Le bâtiment est peint en blanc et le dôme de la lanterne est gris métallisé. Il émet, à une hauteur focale de 45 m, un bref éclat blanc toutes les 5 secondes. Sa portée est de 25 milles nautiques (environ 46 km) pour le feu blanc et 11 milles nautiques pour le feu de réserve.
Il possède aussi un feu isophase secondaire qui émet, à une hauteur focale de 12,5 m un long éclat rouge de 2 secondes toutes les quatre secondes visible jusqu'à 6 milles nautiques (environ 11 km).
Identifiant : ARLHS : ITA-155 ; EF-3170 - Amirauté : E1986 - NGA : 9988 .

## Caractéristiques dufeu maritime
Fréquence : 5 secondes (W)
- Lumière : 0.2 seconde
- Obscurité : 4.8 secondes

Fréquence : 4 secondes (R)
- Lumière : 2 secondes
- Obscurité : 2 secondes

|          |
| Le phare |

|          |
| Le phare |

### Lien connexe
- Liste des phares de la Sicile